# Demografia
La demografia 

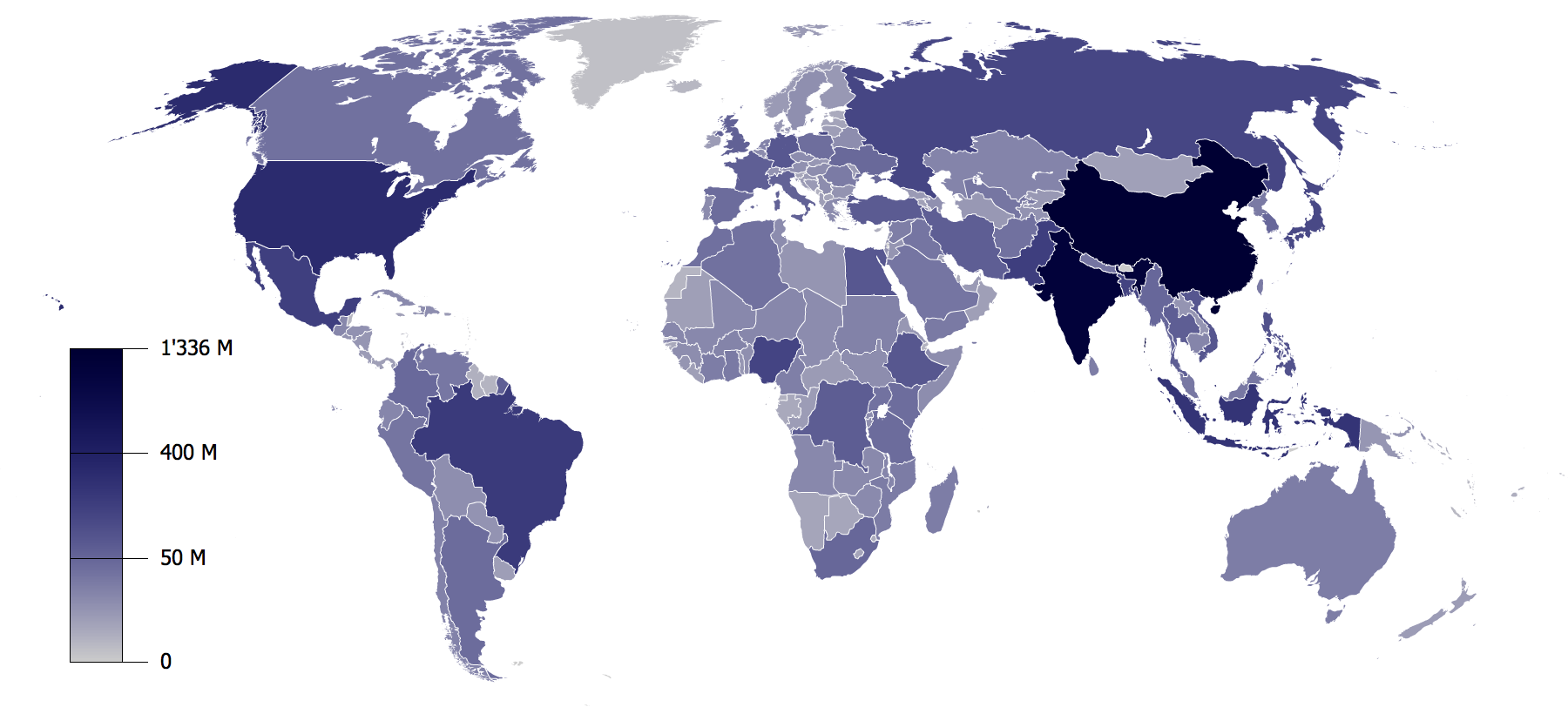
Distribuzione della popolazione mondiale (vedi Stati per popolazione).

(in greco antico: δῆμος?, démos ("popolo") e γραφία ("descrizione, scrittura")) è la scienza che ha per oggetto lo studio delle popolazioni umane, che tratta del loro ammontare, della loro composizione, del loro sviluppo e dei loro caratteri generali, considerati principalmente da un punto di vista quantitativo. Dato il suo carattere quantitativo la demografia si basa su molteplici indici statistici. La demografia moderna è stata fondata dal matematico e statistico tedesco Johann Peter Süssmilch.

## Densità mondiale

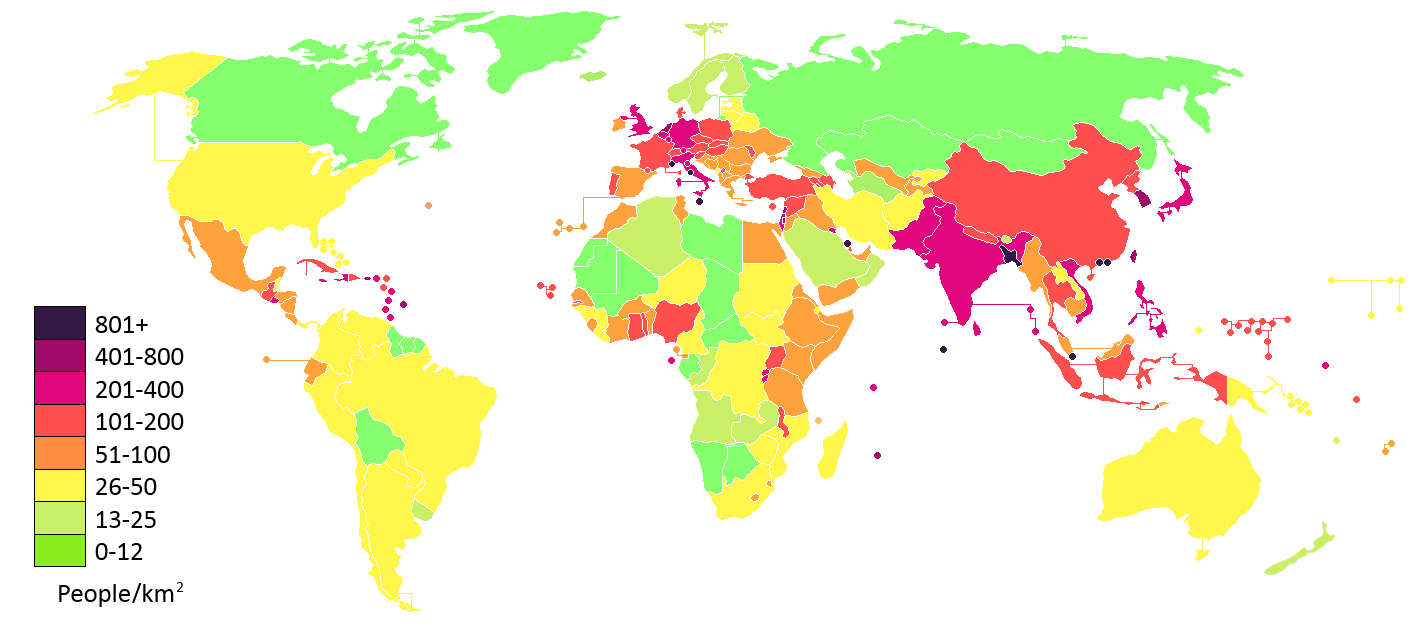
Densità della popolazione mondiale

Con la densità di popolazione la demografia indica il rapporto fra il numero di abitanti compresi in un'area e l'area stessa. Le regioni più densamente popolate sono l'Asia meridionale e orientale, l'Europa occidentale, il nord-est degli Stati Uniti, e alcune zone dell'America Meridionale e dell'Africa (in corrispondenza delle metropoli).
Le zone con minor densità di popolazione sono invece quelle comprese fra latitudini elevate, aree desertiche e coperte dalle foreste pluviali.
Bisogna però tenere presente che la densità aritmetica di popolazione è un indice demografico generico, in quanto non rispecchia gli addensamenti di popolazione all'interno dei Paesi, un rapporto più significativo è la densità fisiologica, che è il numero di abitanti per unità di superficie di terra agricola produttiva.
Se prendiamo il caso dell'Egitto, dove a fronte di una superficie totale di 1.000.000 di km² le uniche terre coltivabili sono concentrate nella Valle del Nilo, la densità aritmetica è fuorviante dandoci un risultato molto basso (77 ab/km²) quando invece la densità fisiologica è 3150 ab/km² di terra coltivabile, rivelando la realtà di un Paese in cui il 98% della popolazione occupa il 3% della superficie totale. Ovviamente nemmeno questa misurazione è esente da errori: terre più o meno produttive, più raccolti in uno stesso anno, importazioni di derrate alimentari dall'estero (come nel caso del Giappone) falsano il calcolo che quindi viene sempre confrontato con altre misurazioni.

## Gli indici demografici
La crescita o la diminuzione di una popolazione è legata a una serie di fattori di svariata natura (economici, culturali, sanitari ecc...). Al di là delle cause storico-geografiche più ampie, la dinamica demografica è individuata attraverso alcuni semplici indici che segnalano le dimensioni e la velocità del movimento demografico.

### Il tasso annuo d'incremento
Il tasso d'incremento è una misura aritmetica che corrisponde alla percentuale dell'accrescimento in un anno. Di solito viene calcolato rispetto a 1.000 abitanti: se il tasso è del +5% significa che in un anno la popolazione di un comune o di un villaggio di 1.000 abitanti è diventata di 1.050. Il tasso può essere negativo: facendo sempre riferimento all'esempio precedente, un tasso del -5% indica che la popolazione di quel comune è calata a 950 abitanti.

### Il saldo naturale
L'incremento a sua volta è derivato da due elementi che fanno della popolazione un organismo dinamico: il movimento naturale e il movimento migratorio. Il movimento naturale è l'andamento dei nati (vivi) e dei morti, che si sommano o si sottraggono alla popolazione considerata dando il saldo naturale: questo è positivo quando il numero dei nati supera quello dei morti, negativo nel caso opposto.

### Tassi di natalità e mortalità
Il tasso di natalità è il rapporto tra il numero delle nascite in una comunità durante un periodo di tempo e la quantità della popolazione media dello stesso periodo. Il tasso di mortalità è il rapporto tra il numero delle morti in una comunità, durante un periodo di tempo, e la quantità della popolazione media dello stesso periodo.

### Il saldo migratorio
La differenza tra emigrati e immigrati è il saldo migratorio. Il saldo migratorio è positivo quando gli immigrati (o iscritti nelle liste dei residenti) superano gli emigrati (o cancellati dalle liste); una situazione inversa dà un saldo negativo.

## Speranza di vita
La speranza di vita è il numero medio di anni che ci si può attendere di vivere. Le regioni del Sud del mondo soffrono di una speranza di vita molto bassa, a causa delle condizioni di vita precarie. Gli abitanti del Nord, invece, godono di un'alta speranza di vita date le strutture mediche/sanitarie di cui dispongono.

## Il tasso di fecondità
Il tasso di fecondità totale è l'indicatore calcolato sulla media dei figli per donna in età fertile (compresa secondo i demografi fra i 15 ed i 49 anni). Al 2003 il tasso mondiale si aggirava a 2,8 figli per donna, con squilibri notevoli fra le zone. L'Africa, zona povera, conta 5,8 figli per donna mentre nei paesi più ricchi in Europa o nell'America Settentrionale  hanno in media fra 1,6 ed 1,9 figli per donna. Ci sono differenze regionali: in Europa si va dai 2.07 figli per donna registrata in Francia all'1.35 della Polonia.

## Transizione demografica
L'incremento della popolazione può essere suddiviso in quattro stadi che formano insieme un ciclo demografico:
1. Fase stazionaria elevata, con quozienti di natalità e di mortalità elevati, popolazione variabile ma con scarso incremento a lungo termine;
2. Fase di espansione iniziale, con quoziente di natalità elevato e mortalità in calo;
3. Fase di espansione finale, con calo della fecondità ma perdurante incremento sostanziale della popolazione in conseguenza della già bassa mortalità;
4. Fase stazionaria bassa, con quozienti di natalità e di mortalità bassi, popolazione stabile con incremento quasi nullo;

## Correlazioni demografiche
Volendo analizzare le correlazioni esistenti tra il tasso di fecondità (numero di figli per donna) e altri indicatori forniti dalla Banca Mondiale qui : https://databank.worldbank.org/reports.aspx?source=world-development-indicators , calcolando l'Indice di correlazione di Pearson si ottiene la seguente tabella :
| Variabile                                                                       | Descrizione                                                                     | Indice di correlazione di Pearson |
| ------------------------------------------------------------------------------- | ------------------------------------------------------------------------------- | --------------------------------- |
| Poverty gap at $3.65 a day (2017 PPP) (%)                                       | Percentuale deficit medio di reddito dalla soglia di povertà di $3,65 al giorno | +72,85%                           |
| GDP per capita (current US$)                                                    | Pil pro capite in dollari                                                       | -46,01%                           |
| School enrollment, secondary (% net)                                            | Percentuale di persone iscritte alla scuola superiore                           | -85,48%                           |
| Literacy rate, adult total (% of people ages 15 and above)                      | Tasso di alfabetizzazione (percentuale di persone al di sopra dei 15 anni)      | -81,84%                           |
| Wage and salaried workers, total (% of total employment) (modeled ILO estimate) | Percentuale di lavoratori salariati                                             | -77,90%                           |

Si nota che c'è una correlazione inversa tra il Pil pro capite e il tasso di fecondità totale all'interno e tra le nazioni (R=-46,01%) per cui al crescere del Pil pro capite diminuisce il tasso di fertilità . Più alto è il PIL pro capite di una popolazione umana, sottopopolazione o strato sociale, meno bambini nascono in qualsiasi paese sviluppato. In una conferenza delle Nazioni Unite nel 1974 a Bucarest, Karan Singh, un ex ministro indiano, ha illustrato questa tendenza affermando che  "Lo sviluppo è il miglior contraccettivo". 
Inoltre al crescere della povertà, aumenta il numero di figli (R= +72,85%).
In generale, un paese sviluppato ha un tasso di fecondità più basso, mentre un paese meno economicamente sviluppato ha un tasso di fecondità più elevato. Ad esempio, il tasso di fecondità totale per il Giappone, un paese molto sviluppato, con un PIL pro capite di 32.600 dollari nel 2009, è stato di 1,22 bambini nati per donna. Invece il tasso di fecondità totale in Etiopia, con un PIL pro capite di 900 dollari nel 2009, era di 6,17 bambini nati per donna.

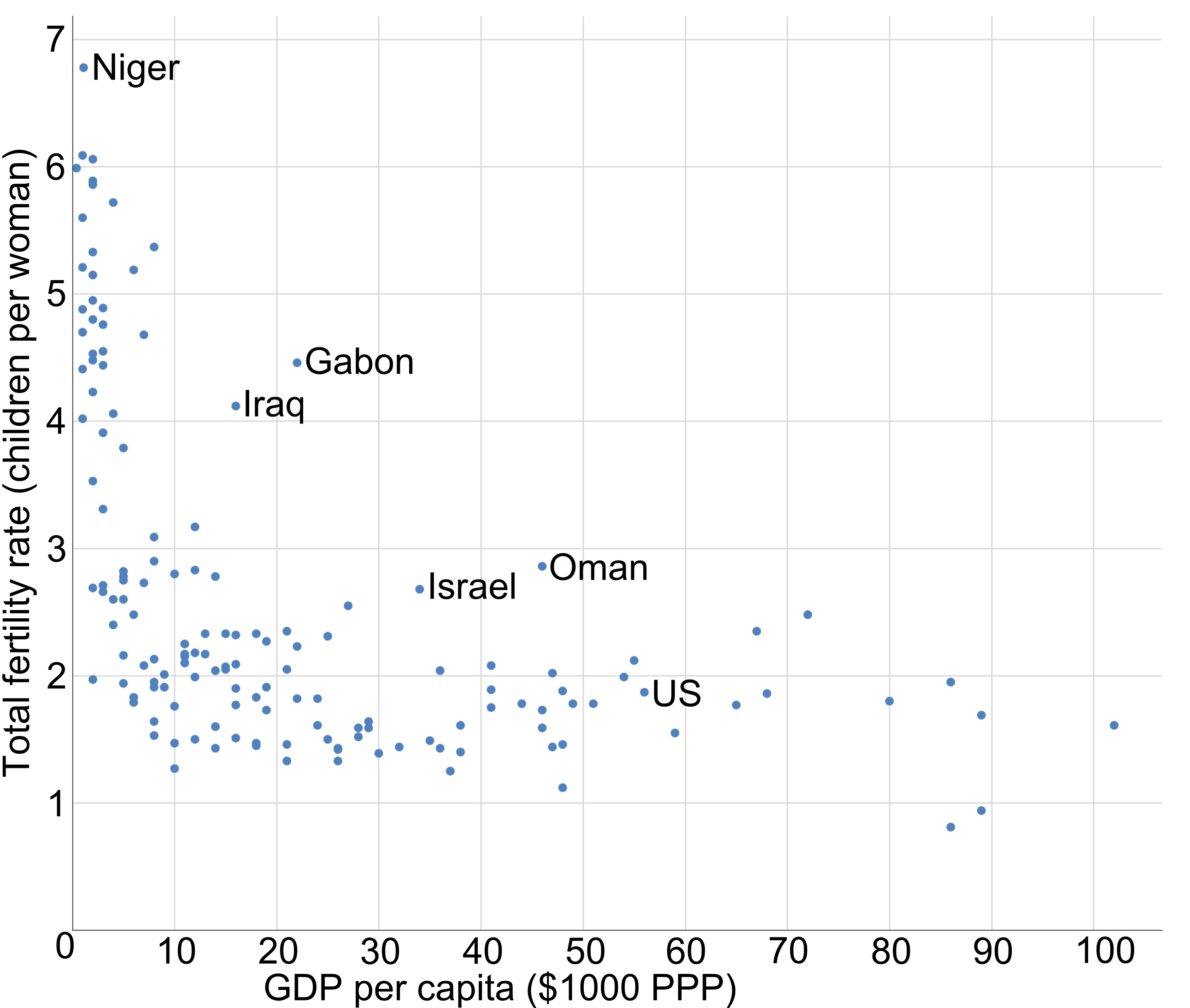
Grafico del tasso di fertilità vs. Pil pro capite del corrispondente paese, 2015.

Analogamente come si vede dalla sopra citata tabella, più alto è il grado di istruzione (R=-85,48%) e la percentuale di lavoratori salariati (R=-77,90%) meno bambini nascono, essendo tra l'altro le correlazioni inverse molto forti.
Tra le possibili cause si annoverano le seguenti:
- Le persone che guadagnano di più hanno un costo di opportunità più elevato se si concentrano sul parto e sulla genitorialità piuttosto che sulla loro continua carriera.[9]
- Le donne che possono economicamente sostenersi hanno meno incentivi a sposarsi.[9]
- I genitori a reddito più elevato apprezzano di più la qualità rispetto alla quantità e quindi spendono le loro risorse per un minor numero di figli.[9][10]
- L'impossibilità di sostenere le spese per l'asilo, dovendo lavorare, disincentivano la procreazione.

E' pur vero che alcuni paesi differiscono nel loro rispettivo rapporto tra Pil pro capite e fertilità, infatti mostrano che il reddito e la fertilità sono direttamente correlati, sebbene altri paesi mostrino una relazione direttamente inversa.